# ساو ژواو دا مادیرا
شهر ساو ژواو دا مادیرا (به پرتغالی: São João da Madeira) در ساو ژواو دا مادیرا در کشور پرتغال واقع شده‌است. جمعیت این شهر ۲۱٬۱۰۲ نفر است. در تاریخ ۲۸ ژوئن ۱۹۸۴ به عنوان شهر شناخته شد.